# Knabenchor collegium iuvenum Stuttgart
Der Knabenchor collegium iuvenum Stuttgart (CIS) ist ein Knabenchor in der Region Stuttgart. Er wurde 1989 gegründet und wurde 23 Jahre von Hochschulmusikdirektor a. D. Friedemann Keck geleitet. Von 2013 bis 2020 stand der Chor unter der Leitung von Michael Čulo. Die etwa 200 jungen Männer und Knaben des Chores singen vor allem geistliche Werke aller Epochen. So sind zum Beispiel das Weihnachtsoratorium sowie die Johannespassion von Johann Sebastian Bach fester Bestandteil des jährlichen Chorprogramms. Der Chor ist Mitglied im Verband Stuttgarter Kinder- und Jugendchöre und im Deutschen Chorverband Pueri Cantores.

## Chor
Im Chor gibt es eine intensive Jugendarbeit durch regelmäßige Chorproben, Sommerfreizeiten und Konzertreisen. Die Einzelstimmbildung geschieht durch fünf professionelle Stimmbildner. Die Mitglieder des Chores sind Schüler und Studenten verschiedener Schulen in und um Stuttgart, die sich mehrmals wöchentlich zu Proben und Konzerten treffen. Eine jährliche gemeinsame Chorfreizeit in Michelbach an der Bilz gibt neben intensiver Probenarbeit auch Raum für gemeinsame Freizeitgestaltung. 
Der Chor ist gegliedert in
- Knaben:
  - Eltern-Kind-Singen: ab 1,5 bis 2 Jahren, koedukativ
  - MFE vokal (Musikalische Früherziehung): Grundkurs ab 5 Jahren, koedukativ
  - Vorchor: ab 5 Jahren, koedukativ[3]
  - A-Chor: Anfangs-Chor ab 6 Jahren
  - A+-Chor: Anfangs-Chor ab ca. 7 Jahren
  - B-Chor: Aufbau-Chor
  - C-Chor
  - Reisechor
  - Konzertchor[4]

- junge Männer:
  - Mutanten: Knaben im Stimmwechsel
  - Nachwuchsmännerchor: Übergang von Mutantenstand zum Männerchor
  - Männerchor: aktive Männerstimmen[4]
  - CISterne: Verband ehemaliger + aktiver Sänger[5]

### CISterne
„Mein Leben im Knabenchor darf nicht nur Teil meiner Vergangenheit sein“. Unter diesem Motto wurde 1995 der Verband der Ehemaligen des Knabenchors „collegium iuvenum Stuttgart“, die sogenannte CISterne, gegründet. Dieser Verband, in den schon die aktiven Männerstimmen hineinwachsen, will den aus dem aktiven Männerchor ausscheidenden CISianern ein Zuhause sein.

## Auftritte
Zu hören ist der Chor vornehmlich in der Region Stuttgart in Gottesdiensten und geistlichen Konzerten. Zudem gibt er jährlich ein Benefizkonzert zugunsten kranker Kinder in der Region Stuttgart. Auftritte und Konzertreisen führen den Chor auch weit über die Grenzen Baden-Württembergs und Deutschlands hinaus. So gab es Auftritte unter anderem in der Schweiz, in Frankreich, Polen, Finnland, Spanien, Tschechien, Österreich, Norwegen, Kanada, den USA und Argentinien. Der Knabenchor „collegium iuvenum Stuttgart“ zählt mittlerweile zu den führenden Knabenchören in Deutschland. Die Kritiken, welche der Chor für seinen Beitrag bei der Konzertreise durch Bayern und Österreich, unter anderem für seine Auftritte im Salzburger Dom, in der Basilika Mariazell, im Wiener Stephansdom und im Stift Melk verzeichnen konnte, unterstreichen dies.
Konzerte des Chores waren im Rundfunk zu hören (unter anderem im SWR, DeutschlandRadio Kultur in Berlin und Deutschlandfunk in Köln); es sind auch diverse CD-Aufnahmen entstanden, zum Beispiel beim Carus-Verlag und dem Quell-Verlag Stuttgart.

## Finanzierung
Der Chor wird finanziert durch den Förderverein collegium iuvenum Stuttgart e. V., der gemeinnützig anerkannt ist. Mitgetragen wird der Chor durch das Engagement der Chormitglieder, Eltern und Freunde. Außerdem wird er institutionell gefördert durch Stadt und Land. Die neu erbaute Domsingschule Stuttgart, in der das „collegium iuvenum“ heute residiert, wurde am 11. März 2007 eingeweiht. Bauherr war die katholische Gesamtkirchengemeinde Stuttgart.